# Barthold Heinrich Brockes
Barthold Heinrich Brockes (Hamburg, 1680 - 1747) fou un poeta alemany.

## Biografia
Va néixer a Hamburg i va ser educat al Gelehrtenschule des Johanneums. Va estudiar jurisprudència a Halle, i després d'amplis viatges per Itàlia, França i Països Baixos, es va establir a Hamburg el 1704. Va ser un dels fundadors de la Teutschübende Gesellschaft (1714), que sis anys després esdevingué Patriotische Gesellschaft. El 1720 va ser nomenat membre del senat d'Hamburg, i se li van encomanar diverses i importants funcions. Sis anys (de 1735 a 1741) va treballar com a amtmann (algutzir) a Ritzebüttel. Va morir a Hamburg.
Influït primer pel marinisme, assolí una forma d'expressió més senzilla gràcies a les seves traduccions de Pope i Thomson. És autor de Irdisches Vergnügen en Gott (1721–1748), que té com a base filosòfica la teoria de Leibniz. Handel i J.S. Bach posaren música a oratoris i poemes seus.

## Obres
Les obres poètiques de Brockes van ser publicats en una sèrie de nou volums sota el títol fantàstic de Irdisches Vergnügen a Gott (1721-1748); va traduir l'obra de Giambattista Marino titulada La Strage degli Innocenti (1715), l'assaig d'Alexander Pope Essay on Man (1740) i l'obra de James Thomson Les Estacions (1745). La seva poesia té poc valor intrínsec, però és simptomàtica del canvi que va ocórrer en la literatura alemanya a principis del segle xviii.

## Les Passions de Brockes
El seu llibret Der für die Sünden der Welt gemarterte und sterbende Jesus (1712), també conegut com la Passió de Brockes, va ser un dels primers oratori-passió, una meditació lliure i poètica sobre la història de la Passió que no utilitza com a inspiració cap dels quatre evangelistes i que va ser bastant popular i musicada per Reinhard Keiser (1712), Georg Philipp Telemann (1716), George Frideric Handel (1716), Johann Mattheson (1718), Johann Friedrich Fasch (1723), Gottfried Heinrich Stölzel (1725), i Johann Caspar Bachofen (1759), entre d'altres.